# 2017년 인도-중국 국경 분쟁
2017년 인도-중국 국경 분쟁은 도클람 지역에서 발생한 인도군과 중국 인민해방군 사이에 발생한 국경 분쟁이다.

## 배경
중국과 인도 그리고 부탄의 국경이 만나는 도클람(중국명 둥랑, 인도명 도카라) 지역에 중국군이 도로를 건설하면서 분쟁이 시작되었다.
중국 측은 시킴 지역에서 도로 공사를 하던 중 국경을 넘어온 인도군과 충돌했다고 주장했다. 양국 군대가 시킴지역에서 순찰 도중 대치하다 몸싸움 충돌이 생겼으며, 충돌이 일어난 뒤 중국군이 인도군 초소 두 곳을 파괴했다. 우첸(吳謙) 국방부 대변인은 자국의 도로 건설에 대해 "2017년 6월 중순 중국군은 도로 건설에 착수했다. 도클람은 중국 영토이며 중국이 자국 영토에 도로를 건설하는 것은 일반적인 일이다"고 중국의 입장을 설명했다.
반면, 인도군은 도클람에 도로가 연결되면 중국군이 인도 북동부 7개주와 이어지는 길목의 요충지를 쉽게 점거할 수 있게 돼 자칫 인도 동북부가 본토와 격리될 수 있다고 우려하였다.

## 전개

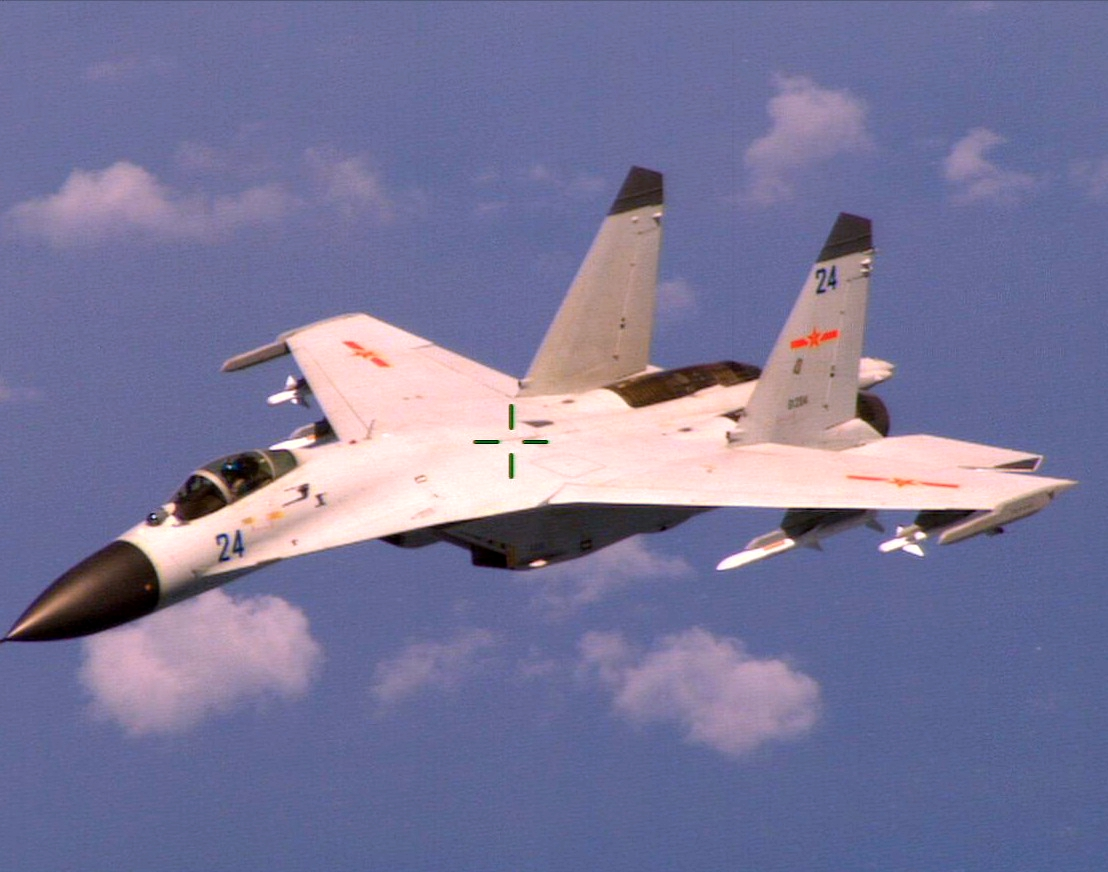
중국판 F-15인 선양 J-11 전투기

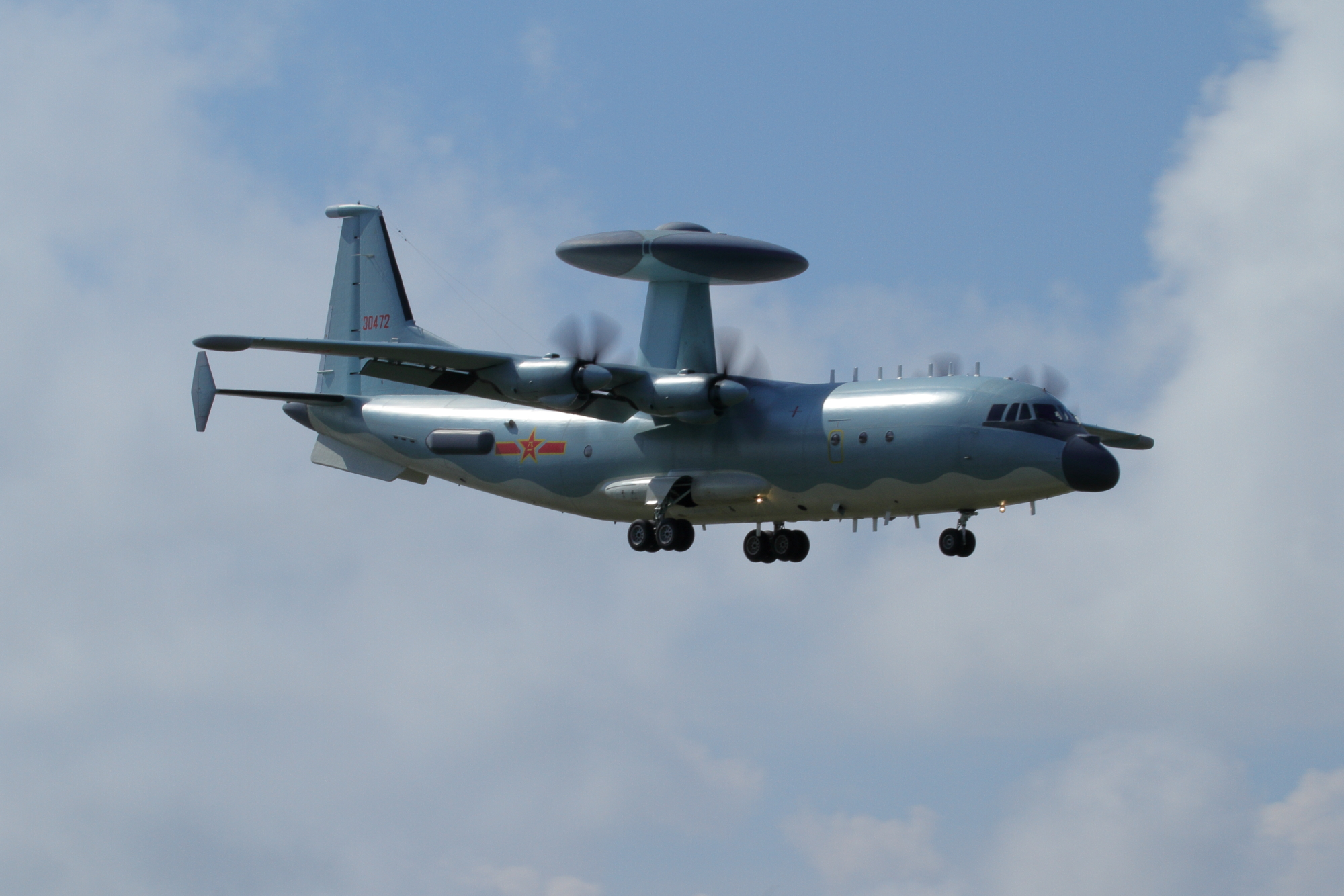
중국 공군 KJ-500 조기경보기

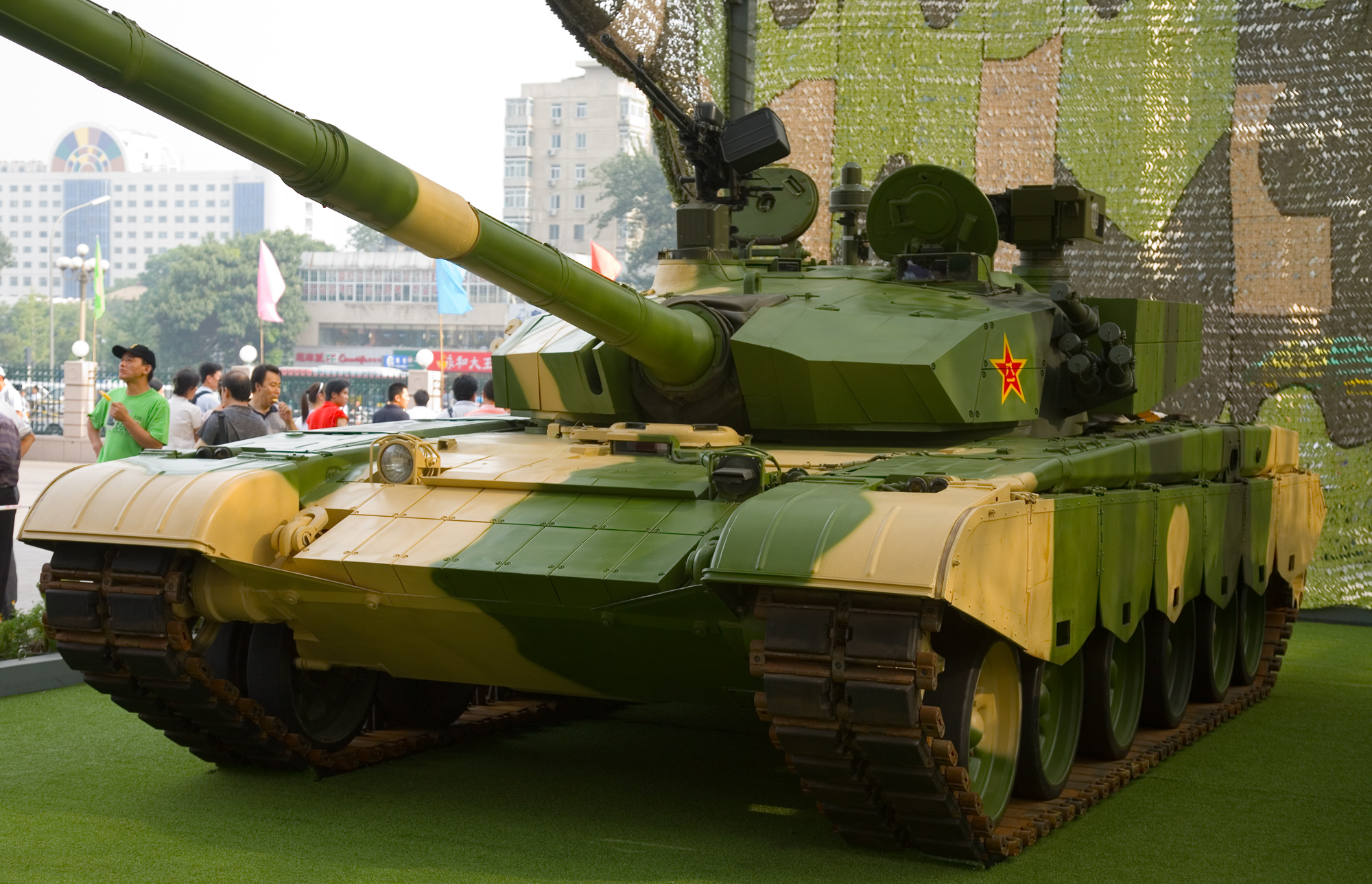
중국 육군의 최신형 99식 전차

2017년 6월, 중국 인민해방군 산하 서부전구사령부는 티베트 북쪽의 쿤룬산맥 남부 지역으로 군수물자 수만톤을 옮겼다. 중국군은 도로와 철로를 이용해 전국에서 군사장비와 물자를 이송하는 등 전시준비를 연상케 했다. 중국 전투여단이 도클람(중국명 둥랑, 인도명 도카라) 지역 근처인 인도 시킴주 인근에서 대규모 실탄 사격 훈련을 실시했다.
중국군은 조기경보기 쿵징(空警)-500과 청두 J-10, 선양 J-11 전투기 수십 대를 라싸 공가 공항 등 티베트 고원 공군기지에 긴급 배치했다. 또한 99식 전차를 출동시키고 유사시 군사통신을 보장하기 위해 통신차량도 대거 국경에 파견했다. 신장군구의 특전부대가 티베트 고원에서 실전을 방불케 하는 훈련을 진행하였다.
인도군은 중인 국경에 육군 8개 사단 이상, 전투기 수백 대를 배치하였으며, 민병대 등 준군사 무장력을 합쳐 총 20만명의 병력이 집결하였다. 또한 아루나찰프라데시와 시킴에 중화기 부대를 집중 배치했다.

## 같이 보기
- 중국–인도 관계
- 실리구리 회랑
- 인도-중국 전쟁